# Шевченко Сергій Васильович (голова крайвиконкому)
Сергій Васильович Шевченко (19 жовтня 1914, місто Умань, тепер Черкаської області — 1986, місто Москва, тепер Російська Федерація) — радянський діяч, голова Алтайського крайвиконком, голова Всеросійського об'єднання «Россільгосптехніка». Депутат Верховної ради РРФСР 3—4 та 6—8-го скликань. Депутат Верховної Ради СРСР 5-го скликання.

## Життєпис
Батько і мати були вихідцями з бідних селян, до 1918 року займалися сільським господарством, наймитували. Після 1918 року, отримавши підготовку на різних курсах, працювали сільськими вчителями.
До дев'ятирічного віку жив із батьками, потім виховувався у дитячому інтернаті при 5-й Зінов'євській українській 7-річній трудовій школі, яку закінчив у 1928 році.
У 1928—1931 роках — студент Зінов'євського (Кіровоградського) технікуму механізації сільського господарства.
З 1931 року — механік Камишлейської машинно-тракторної станції (МТС) Нижньо-Волзького краю.
У 1938 році закінчив Харківський інститут механізації та електрифікації сільського господарства.
У 1938 році відправлений на роботу до Алтайського краю, працював спочатку старшим інженером з ремонту, потім головним інженером Алтайського крайового земельного відділу.
Член ВКП(б) з 1942 року.
У травні 1946 — березні 1947 року — начальник Алтайського крайового земельного відділу. У 1947 році — начальник Алтайського крайового управління сільського господарства.
У 1947—1951 роках — 1-й заступник голови виконавчого комітету Алтайської крайової ради депутатів трудящих.
У 1951 — липні 1955 року — 2-й секретар Алтайського крайового комітету ВКП(б) (КПРС).
2 серпня 1955 — липень 1960 року — голова виконавчого комітету Алтайської крайової ради депутатів трудящих.
4 березня 1961 — 30 січня 1973 року — голова Всеросійського об'єднання Ради міністрів РРФСР з продажу сільськогосподарської техніки, запасних частин, мінеральних добрив та інших матеріально-технічних засобів, організації ремонту та використання машин у колгоспах і радгоспах («Россільгосптехніка») — Всеросійського об'єднання «Россільгосптехніка» Ради міністрів РРФСР.
З 1973 року — директор радгоспу в Московській області.
Потім — на пенсії. Помер 1986 року в Москві.

## Нагороди
- два ордени Леніна
- орден Жовтневої Революції (27.08.1971)
- орден «Знак Пошани»
- медаль «За трудову доблесть»
- медаль «За освоєння цілинних земель»
- дві Великі золоті медалі ВСГВ